# Heatspreader

Animacja chłodzenia za pomocą 120 mm radiatora rozpraszającego ciepło, stworzona przy zastosowaniu analizy dynamiki płynów wysokiej rozdzielczości, pokazująca trajektorie przepływu powietrza i rozkład temperatury.

Heatspreader (ang. heat – ciepło,  spread – rozpraszać), rozpraszacz ciepła – płytka wykonana zwykle z aluminium lub miedzi, nałożona na półprzewodnikowy kryształ rdzenia procesora, zapobiegająca jego ukruszeniu oraz rozpraszająca ciepło na całej swojej powierzchni. Montowana w procesorach Intel Pentium, Pentium II, Pentium III (tylko Tualatin), Pentium 4, Celeron i innych z rodziny Core. Firma AMD montowała heatspreadery w procesorach z rodziny K5 i K6, później zrezygnowała, powracając do nich w 2003 roku (wydając procesory serwerowe Opteron). Od tego czasu już wszystkie procesory AMD są wyposażane w heatspreadery. 

## Krytyka
Mimo funkcji zabezpieczania rdzenia, stosowanie heatspreaderów spotyka się z krytyką. Jednym z argumentów przeciwników tego rozwiązania jest fakt, iż pasta termoprzewodząca nałożona między rdzeniem a heatspreaderem wysycha, zmniejszając wydajność chłodzenia, a niezaawansowany użytkownik nie będzie potrafił zdjąć heatspreadera i nałożyć nowej. Jednak ze względu na częste przypadki zniszczenia rdzenia podczas operacji zakładania radiatora, niektóre firmy stosują go w dalszym ciągu, niektóre przeszły na "lutowanie" heatspreadera do rdzenia.